# Павел Садирин
Павел Садирин е съветски футболист и футболен треньор.

## Кариера
Като футболист е известен предимно с игрите си в ленинградския Зенит, където е записал над 300 мача и има 37 попадения. От 1970 е и капитан на отбора.
3 години след края на кариерата си става и старши треньор на „питерци“. През 1984 извежда отбора до първа титла на СССР за всички времена. През 1988 поема Кристал Херсон. Година по-късно заменя приятеля си Юрий Морозов начело на намиращия се по това време в първа лига на СССР ЦСКА Москва. По времето на Садирин „армейците“ изживяват тотално възраждане. Само за 3 години отборът печели Първа лига (1989) и постига дубъл – титлата и националната купа (1991).
През 1992 напуска ЦСКА, за да поеме националния отбор на Русия. През 1993 година 14 от футболистите на отбора бойкотират, защото не искат Садирин за треньор. Все пак само 7 от тях не попадат на световното, а Павел остава начело на отбора. След неубедителното представяне на Мондиал 1994 Садирин е уволнен
През 1995 година отново поема Зенит. В края на 1996 внезапно е уволнен. Това повлиява сериозно на здравето на треньора. През 1997 поема отново ЦСКА. Много от основните играчи на тима са отишли в Торпедо под ръководството на Александър Тарханов и Садирин се задържа на поста само няколко месеца. След това поема ФК Рубин Казан. Достига 1/4 финал в купата на Русия. През 2000 отново е треньор на ЦСКА. Садирин остава начело на „армейците“ до смъртта си през декември 2001 година.